# Osman Sagar
Le lac Osman (anglais : Osman Sagar , télougou : ఒస్మాన్ సాగర్) est un lac artificiel du sud de l'Inde, dans le Télangana. Il est issu d'un barrage bâti en 1920 sur la Musi pour réguler les crues de la rivière. Il alimente Hyderabad en eau ; son nom vient de Fateh Jang `Othman `Alî Khân Asaf Jâh VII, dernier Nazim de la ville.

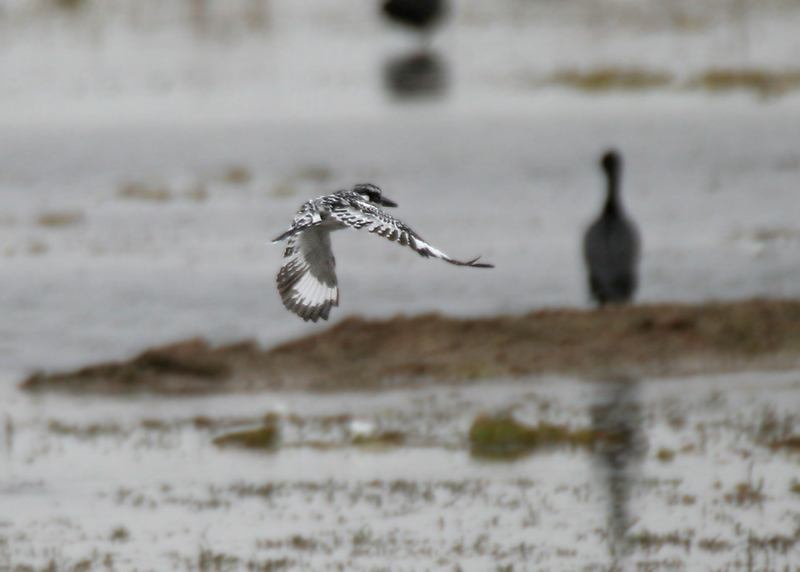
Sur le lac, un Martin-pêcheur pie.